# Pablo Herrera (football)
Pour les articles homonymes, voir Pablo Herrera.
Pablo Herrera Barrantes, né le 14 février 1987 à Alajuela (Costa Rica), est un footballeur costaricien. Il joue au poste de milieu avec l'équipe du Costa Rica et le club d'Aalesund FK.

## Carrière

### En club
- 2006-2009 : LD Alajuelense -  Costa Rica
- 2009-2011 : Aalesunds FK -  Norvège

## Sélections
Pablo Herrera fait ses débuts en équipe nationale de Costa Rica le 23 août 2007 contre le Pérou.
25 sélections et 3 buts avec  Costa Rica depuis 2007.

## Statistiques

### Buts en sélection
| Buts en sélection de Pablo Herrera | Buts en sélection de Pablo Herrera | Buts en sélection de Pablo Herrera                     | Buts en sélection de Pablo Herrera | Buts en sélection de Pablo Herrera | Buts en sélection de Pablo Herrera | Buts en sélection de Pablo Herrera |
|                                    | Date                               | Lieu                                                   | Adversaire                         | Score                              | Résultat                           | Compétition                        |
| ---------------------------------- | ---------------------------------- | ------------------------------------------------------ | ---------------------------------- | ---------------------------------- | ---------------------------------- | ---------------------------------- |
| 1.                                 | 25 janvier 2009                    | Estadio Tiburcio Carias Andino, Tegucigalpa (Honduras) | Guatemala                          | 2-1                                | 3-1                                | Coupe UNCAF 2009                   |
| 2.                                 | 4 juin 2009                        | Estadio Ricardo Saprissa, San José (Costa Rica)        | États-Unis                         | 3-0                                | 3-1                                | Éliminatoires coupe du monde 2010  |
| 3.                                 | 19 juillet 2009                    | Cowboys Stadium, Dallas, Texas (États-Unis)            | Guadeloupe                         | 5-1                                | 5-1                                | Gold Cup 2009                      |

NB : Les scores sont affichés sans tenir compte du sens conventionnel en cas de match à l'extérieur (Costa Rica-adversaire)

## Palmarès
Aalesunds FK
- Coupe de Norvège
  - Vainqueur (2) : 2009, 2011